# جاناتان گیلمت
جاناتان گیلمت (انگلیسی: Jonathan Guilmette؛ زادهٔ ۱۸ اوت ۱۹۷۸) اسکیت‌باز سرعت اهل کانادا است.